# نور في سماء صافية (مسلسل)
نور في سماء صافية، مسلسل كويتي من تأليف وهج وإخراج البيلي أحمد، بدأ العرض الأول في 1 مارس 2010. قام ببطولته سعاد عبد الله، عبد الإمام عبد الله وعدد آخر من الفنانين.

## قصة المسلسل
يتناول المسلسل قصة المرأة المستضعفة التي تتغاضى عن أشياء كثيرة في سلوك زوجها من أجل المحافظة على أسرتها، فهي أم لمجموعة من الأبناء تعاني ظروفًا معيشية صعبة مع زوجها السكير، فتتعرض للعنف منه، كما تعيش حالة من القلق والتوتر بسبب تعرض أبنائها للقضية عينها من والدهم.

## الفنانون المشاركون
- سعاد عبد الله.
- عبد الإمام عبد الله.
- محمد المنيع.
- شفيقة يوسف.
- أحمد إيراج.
- حسين المهدي.
- فاطمة الصفي.
- ملاك.
- بثينة الرئيسي.
- مي البلوشي.
- شوق.
- صمود الكندري.
- غدير صفر.
- غرور.
- رامي العبد الله.
- فاطمة سالم.
- عبد الله الباروني.
- عذاري قربان.
- عماد العكاري.